# Dominik Glawogger
Dominik Glawogger (* 2. April 1990 in Graz) ist ein österreichischer Fußballspieler, -trainer und -funktionär.

## Karriere als Spieler
Glawogger begann seine Karriere beim SV Frohnleiten. Nachdem er beim SV Übelbach gespielt hatte, wechselte er zum SC Kalsdorf. Danach spielte der Mittelfeldspieler beim SV Thal, beim SC Seiersberg, beim SV Pachern, beim SV Peggau und beim SK Werndorf. Im Jahr 2015 wechselte er in die Unterliga Mitte zum LUV Graz. Für die Grazer absolvierte er fünf Spiele in der Meisterschaft. Im Sommer 2016 transferierte Glawogger zum FC Zeltweg, im darauffolgenden Winter zum SV Unterstinkenbrunn. Ab Juli 2017 war er beim UFC Sieggraben gemeldet.

## Karriere als Trainer
Glawogger sammelte im Alter von 17 Jahren erste Erfahrungen als Fußballtrainer, als er zwischen 2007 und 2009 eine Jugendmannschaft des SC Seiersberg betreute. Zwischen 2009 und 2012 trainierte er die U17 des SV Pachern, anschließend war er bis 2014 als Nachwuchstrainer beim SV Peggau tätig.
Im Juni 2012 machte Glawogger die Ausbildung des ÖFB zum Nachwuchsbetreuer, 2016 schloss er die UEFA-B-Lizenz ab und absolvierte ab Oktober 2017 die UEFA-A-Lizenz.
2015, im Alter von 25 Jahren, verschlug es Glawogger nach Deutschland, wo der Steirer bei den Stuttgarter Kickers neben einer Position im Management des Vereins auch eine Nachwuchsmannschaft trainierte und zu mehreren internationalen Turnieren begleitete. Von Jänner bis Juni 2016 betreute Glawogger den Toto African SC im ostafrikanischen Tansania als Cheftrainer und führte die Mannschaft trotz des niedrigsten Etats der gesamten Liga auf den 13. Tabellenplatz und somit zum Klassenerhalt in der Vodacom Premier League.
In der Frühjahrssaison 2016/17 wurde Glawogger, der zu dieser Zeit Geschäftsführer des Floridsdorfer AC war, vom Aufsichtsrat des Bundesligisten zum interimistischen Cheftrainer der Kampfmannschaft berufen. Die Mannschaft belegte nach 30 Runden den letzten Tabellenplatz, ehe Glawogger nur eines von sechs Spielen verlor und so den Klassenerhalt sicherte. Glawogger trainierte mit 27 Jahren den Bundesligisten und war damit der jüngste Profitrainer Österreichs. Möglich machte dies eine Sonderfrist von 60 Tagen, welche einem Trainer ohne UEFA-Pro-Lizenz (bzw. UEFA-A-Lizenz "alt") – diese wird in der 2. Spielklasse vorausgesetzt – ermöglicht, eine Mannschaft interimistisch zu betreuen. Folgerichtig musste Glawogger nach dem Klassenerhalt wieder in seine eigentliche Position als Geschäftsführer des Vereins zurückkehren.
Im Juni 2018 verpflichtete ihn der deutsche Zweitligist Holstein Kiel als Cheftrainer der U19-Mannschaft, womit die Professionalisierung des vereinseigenen Nachwuchsleistungszentrums weiter vorangetrieben wurde. Im selben Monat schloss Glawogger beim österreichischen Fußballbund die Prüfung zur UEFA-A-Lizenz ab. In seiner ersten Saison bei Holstein Kiel gewann Glawoggers Mannschaft der Meistertitel mit einem Punkterekord und stieg wieder in die A-Junioren Bundesliga auf. Nach der Saison 2019/20 verließ er Kiel.
Im Juli 2020 wurde er in Portugal Trainer der Reserve von Vitória Guimarães. Im Dezember 2020 trennte sich Vitória von Glawogger. In der Saison 2021/22 trainierte er die U17 des SSV Jahn Regensburg, mit der er in die B-Junioren-Bundesliga aufstieg
Im Juni 2023 wurde Glawogger als neuer Cheftrainer des deutschen Regionalligisten FC Teutonia 05 Ottensen vorgestellt. Ende Februar des folgenden Jahres kam es nach nur einem Punktgewinn aus den ersten drei Spielen nach der Winterpause zur Trennung; der bisherige Spieler Immanuel Höhn übernahm die Nachfolge.
Nach knapp einem Jahr ohne Verein unterschrieb Glawogger im April 2025 einen Vertrag als Trainer der U19 des SSV Jahn Regensburg ab der Saison 2025/26. Wenige Tage später übernahm er den abstiegsbedrohten deutschen Drittligisten SV Waldhof Mannheim. Dieser stand sechs Spieltage vor dem Ende der Saison 2024/25 mit 38 Punkten auf dem 16. Platz und hatte einen Punkt Vorsprung auf den ersten Abstiegsplatz, welchen er unter Glawogger jedoch halten und somit den knappen Klassenerhalt feiern konnte. In der Sommerpause einigten sich die Vereine, sodass Glawogger Cheftrainer des SV Waldhof Mannheim blieb und einen neuen Vertrag unterschrieb. Nach einem Punkt aus den ersten beiden Spielen der Saison 2025/26 trennte sich der Verein jedoch bereits im August wieder von ihm.

## Karriere als Manager
Glawogger schloss nach seiner Matura ein Bachelorstudium der Betriebswirtschaftslehre an der Universität Graz ab. Von 2013 bis 2015 absolvierte er an der FH Joanneum in Graz ein Masterstudium in „Business in Emerging Markets“, das er als „Master of Arts“ abschloss.
Seit 2010 engagiert sich Glawogger auch in Fußball-Sommercamps. 2011 gründete er die Fußballschule Glawogger, die Kindern im Sommer Trainingslager und Individualtraining angebot.
Im Sommer 2015 war Glawogger bei der SLFC GmbH als Teammanager für die Organisation und Abwicklung der Trainingslager von Asteras Tripolis, dem 1. FC Heidenheim und dem SC Paderborn verantwortlich. Im folgenden Herbst 2015 arbeitete er im Marketing der Stuttgarter Kickers.
Mit Ende des Jahres 2016 wechselte Glawogger zum Floridsdorfer AC, bei dem er zuerst als administrativer Manager und ab Jänner 2017 als Geschäftsführer sowohl für wirtschaftliche als auch für sportliche Belange verantwortlich war. Im September 2017 trennten sich der Floridsdorfer AC und Glawogger einvernehmlich, der Aufsichtsratsvorsitzende des Floridsdorfer AC, Michael Schüch, lobte später in einem Fernsehinterview die Arbeit Glawoggers.
Nach der einvernehmlichen Trennung war Glawogger einige Monate vereinslos und absolvierte in dieser Zeit die UEFA-A-Lizenz sowie hospitierte bei ausländischen Vereinen, unter anderem beim FC Empoli.